# Elisabeth Hogerwerf
Elisabeth Wilhelmina Hogerwerf, connue aussi sous le nom d'Ellen Higerwerf, est une rameuse néerlandaise, née le 10 février 1989 à Gouda.

## Palmarès

### Jeux olympiques
- 2016, à Rio de Janeiro ( Brésil)
  - 6e en Huit
- 2012, à Londres ( Royaume-Uni)
  - 8e en Deux de couple

### Championnats du monde
- 2019 à Ottensheim (Autriche)
  -  Médaille d'argent en quatre de pointe
- 2011 à Bled ( Slovénie)
  -  Médaille de bronze en quatre de pointe

### Championnats d'Europe
- 2019 à Lucerne ( Suisse)
  -  Médaille d'or en quatre de pointe
- 2018 à Glasgow ( Royaume-Uni) :
  -  Médaille de bronze en huit
- 2016 à Brandebourg-sur-la-Havel ( Allemagne)
  -  Médaille d'argent en huit
- 2015 à Poznań ( Pologne)
  -  Médaille d'argent en deux de pointe